# حمله به سفارت ایران در لندن (۲۰۱۸)
حمله به سفارت ایران در لندن حادثه‌ای بود که در روز جمعه ۱۸ اسفند ۱۳۹۶ توسط عده‌ای از هواداران سید صادق شیرازی وابسته به اتحادیه خدام المهدی صورت گرفت. این افراد با عنوان حمایت از بیت سید صادق شیرازی و اعتراض به دستگیری سید حسین شیرازی با ورود به محوطه و بالکن سفارت ایران در لندن پرچم ایران را پایین کشیده و پرچم گروه خود را به نمایش درآوردند. حمله کنندگان همچنین شعارهایی علیه مقامات ایران و نیز شعارهایی شامل لعن بر عایشه، ابوبکر، عمر و عثمان سر دادند.
حمله این افراد به صورت زنده از برخی شبکه‌های تلویزیونی ماهواره‌ای از جمله شبکه ماهواره‌ای فدک که گفته می‌شود وابسته به یاسر حبیب روحانی کویتی الاصل ساکن لندن است، پوشش داده‌شد.
به گفته سخنگوی پلیس لندن مهاجمان سه ساعت پس از ورود به سفارت ایران به جرم «ورود غیرقانونی به یک مکان دیپلماتیک و احتمال وارد آوردن خسارت به آن» دستگیر شدند. پلیس لندن تعداد بازداشت شدگان را چهار نفر اعلام کرده‌است.
این اقدام از سوی مسئولان جمهوری اسلامی ایران محکوم شد. همچنین نماینده سید صادق شیرازی این اقدام را محکوم کرد.

## واکنش‌ها

### داخلی
- علی شمخانی دبیر شورای عالی امنیت ملی تعرض به سفارت ایران در لندن را، پاسخ دولت انگلیس به خرید تسلیحاتی ۱۴ میلیارد پوندی ولیعهد عربستان از این کشور دانست و گفت: «او در لندن سرفه‌ای ۱۴ میلیارد پوندی کرد که به طبع باید به شکلی پاسخ داده می‌شد و شکل بسیار مفتضحش همین بود که انجام شد.[۸]»
- علی‌اکبر ولایتی مشاور رهبر ایران در امور بین‌الملل با بیان این‌که «قطعاً دولت انگلیس مسئول حفظ امنیت هیئت‌های نمایندگی سیاسی در این کشور از جمله سفارت ایران در لندن است و این‌ها در جلوگیری از هجوم چند نفر از اراذل و اوباشی که تعیین شده بیگانگان هستند کوتاهی کردند.»، گفت: «دولت و پلیس انگلیس اگر می‌خواست می‌توانست جلوی هجوم چند نفر اوباش را برای حمله به سفارت ایران را بگیرد و باید در این زمینه پاسخگو باشد.[۱۰]»
- سید عباس عراقچی معاون سیاسی وزیر امور خارجه مراتب اعتراض شدید جمهوری اسلامی ایران را به سفیر انگلیس در تهران منتقل کرد و خواهان محافظت کامل پلیس از دیپلمات‌های کشورمان در لندن، و برخورد فوری پلیس با مهاجمین شد.[۱۱]
- حمید بعیدی نژاد سفیر ایران در انگلیس در یادداشتی که در کانال تلگرامی خود نوشت: «هر گروه، فرقه و جریان عقیدتی یا سیاسی هویت خود را به هر حال در یک مقطعی از فعالیت خود بدون روتوش به نمایش عمومی می‌گذارد و آنجاست که همگان می‌توانند در یک قاب تصویر، برداشتی واضح از اعماق تاریک آن جریان یا فرقه پیدا کنند.[۱۲]»
- بهرام قاسمی سخنگوی وزارت امور خارجه از احضار سفیر انگلیس توسط مدیر کل اروپای وزارت امور خارجه خبر داد و گفت: «در این احضار مراتب اعتراض شدید جمهوری اسلامی ایران به سفیر انگلیس ابلاغ شد. مدیر کل اروپای وزارت امور خارجه خواستار آن شد دولت انگلیس به وظایف خود در حفاظت از دیپلمات‌ها و اماکن دیپلماتیک عمل نماید و تدابیر حفاظتی را برای اماکن جمهوری اسلامی ایران افزایش دهد.[۹]»
- علی مطهری نایب رئیس مجلس ایران عامل حمله به سفارت ایران در انگلیس را بازداشت سید حسین شیرازی خواند و گفت بازداشت او ضرورتی نداشت، ایشان دربارهٔ ولایت فقیه یک اظهارنظری کرده بود که مسئله مهمی نبود که بخواهند اینها را تحریک کنند.[۱۳]

### نمایندگان رسمی شیرازی
عبدالعظیم المهتدی البحرانی، نماینده سید صادق شیرازی در بیانیه‌ای اعلام کرد: ما تعرض به سفارت ایران در لندن از سوی افراد نادان گروه یاسر الحبیب و بالا رفتن از روی دیوارهای آن را محکوم می‌کنیم.
در این بیانیه که کانال سفیر جمهوری اسلامی ایران در کویت آن را منتشر کرده، آمده‌است که ما تابع مرجعیت   شیرازی هستیم و با هرگونه خشونتی مخالف هستیم.
در این بیانیه آمده‌است که این گروه تابع مرجعیت   شیرازی نیستند، بلکه این اقدام از سوی دشمنان این مرجعیت و به منظور بدنام کردن آن صورت گرفته‌است.
قاسم فهد، نماینده امور رسانه‌ای سید صادق شیرازی در لندن در مصاحبه با بی‌بی‌سی فارسی گفت: «این افراد دوستداران   شیرازی هستند که مستقلاً این کار را کرده‌اند.»
او تأکید کرد که این افراد ارتباط سازمانی با آقای شیرازی و نمایندگانش ندارند.

### انگلیس
سفیر انگلیس در تهران ضمن ابلاغ عذرخواهی رسمی دولت انگلیس گفت: «پلیس ضدشورش انگلیس در محل حضور یافته و اوضاع را تحت کنترل دارد. تمامی اقدامات لازم برای محافظت از جان دیپلمات‌های ایران و جلوگیری از ورود مهاجمین به داخل سفارت به عمل آمده است.»